# Танкред Тарентський
Танкред де Лече (р. нар. невід. — † 1112) — норманський лицар, князь Галілеї та Тиверії, один з керівників Першого хрестового походу.

## Біографія
Танкред був сином Оддобуоно і Емми Отвіль, сестри князя Тарантського Боемунда.
В 1096 році 24-річним приєднався до Боемунда і вирушив до Константинополя разом із військом Першого хрестового походу. У візантійській столиці попри сильний тиск генерала Георгія Палеолога присягнути на вірність імператору Олексію Комніну, відмовився, хоча інші лицарі присягнули, знаючи, що не будуть вірними цій присязі.
Брав участь в завоюванні Тарсу та інших міст Кілікії, а в 1098 році в облозі Антиохії.
В наступному році протягом облоги Єрусалиму був першим хрестоносцем разом з Гастоном IV , що 15 липня 1099 року увійшов у місто.
Після встановлення Єрусалимського королівства був номінований князем Галілеї.
Його подвиги оспівані у переказах Тассо. Брав участь у походах, що проходили на території від Нікеї до Єрусалиму.   